# プリティ・イン・ピンク/恋人たちの街角
『プリティ・イン・ピンク/恋人たちの街角』（ - こいびとたちのまちかど、原題: Pretty in Pink）は、1986年公開のアメリカ合衆国の映画。父親との二人暮らしで生活に追われる少女と、裕福な家庭に育った少年との恋の行方を描いた作品。ハワード・ドゥイッチ監督、ジョン・ヒューズ製作・脚本、モリー・リングウォルド主演。

## あらすじ
卒業式を間近に控えた米国のハイスクール。下校しようとするアンディの行く手を、金持ちの息子ステッフが強引にさえぎる。しつこいデートの誘いをアンディが無表情に一蹴すると、プライドを傷つけられたステッフは豹変し、彼女に罵声を浴びせる。
離婚から立ち直れない父ジャックと二人で暮らしているアンディは、1ヵ月後に迫ったプロムに出席するかどうかで悩んでいた。ある日のこと、同学年で大手電機メーカーの御曹司ブレーンが彼女をデートに誘い、二人は初めてのキスを交わす。ブレーンの友人ステッフ、アンディの幼友だちのイオナやダッキーは、身分が違いすぎる交際をやめさせようとする。
ステッフにそそのかされたブレーンは、アンディにプロムには一緒に行けないと伝える。傷心したアンディはイオナと話すうちに、それでもプロムに出席することを決意し、イオナとジャックから受け取った二つのピンク色のドレスを組み合わせて、自分でプロム・ドレスをあつらえる。
会場に着いたアンディだが、気が変わって引き返そうとしているところにタキシード姿のダッキーが現れ、二人でボールルームに入る。二人をからかうステッフの姿に、ステッフはアンディに断られたことを恨んで邪魔をしていたことに気付いたブレーンは、ステッフに立ち去るよう求める。ブレーンはアンディとダッキーに近づき、アンディに愛を告白する。ブレーンがただの金持ちの息子とは違うことを認めたダッキーは身を引くが、そんな彼を別の女の子がダンスに誘う。プロム会場を後にするブレーンに駐車場で追いついたアンディは、ブレーンの愛車であるBMWのヘッドライトが照らす中、彼とキスする。

## キャスト
| 役名     | 俳優                         | 日本語吹替 |
| -------- | ---------------------------- | ---------- |
| アンディ | モリー・リングウォルド       | 渡辺明乃   |
| ブレーン | アンドリュー・マッカーシー   | 渋谷茂     |
| ダッキー | ジョン・クライヤー           | 桐本琢也   |
| ジャック | ハリー・ディーン・スタントン | 千田光男   |
| イオナ   | アニー・ポッツ               | 安達忍     |
| ステッフ | ジェームズ・スペイダー       | 子安武人   |
| ベニー   | ケイト・バーノン             | 深水由美   |
| ケイト   | エミリー・ロングストレス     | 棚田恵美子 |
| ジェナ   | アレクサ・ケニン             | 彩木香里   |
| ドネリー | ジム・ヘイニー               | 高橋翔     |
| サイモン | ドウィージル・ザッパ         | 宮島史年   |
| 教師#1   | -                            | 水落幸子   |
| 教師#2   | -                            | 野本絵理   |
| 用心棒   | -                            | 浜田賢二   |
| 女子     | -                            | 葛谷知花   |

## 反応
この映画は批評面でも商業面でも成功した。
北米地区での公開週末の収入高は606万5870ドルで、劇場公開中の収入は4047万1663ドルだった。この金額は、1986年に公開された映画の中でも22番目に大きなものとなった。
フリーライターの佐藤友紀は、ヒロインである貧乏なはずの女の子の家がちゃんとした一軒家だったことから、アメリカという国は桁違いに金持ちなのだと思わされたという。
2010年、『エンターテインメント・ウィークリー』10月15日号に、映画・テレビの名作特集の一環として行われた『プリティ・イン・ピンク』のメインキャストによる座談会の様子が掲載された。

## サウンドトラック
英国のポップ・ロック・グループ、オーケストラル・マヌーヴァーズ・イン・ザ・ダークのヒット曲「イフ・ユー・リーブ」が挿入歌として使われた。
2012年、米国の音楽サイトSpinnerが発表した、「映画サウンドトラックベスト15」の一つに選ばれた。

## 備考
アンディのピンク色の愛車はフォルクスワーゲン・カルマンギア。独フォルクスワーゲンのタイプI（ビートル）をベースに、伊カロッツェリア・ギアがデザイン、コーチビルダーの独カルマンがボディー生産を担当したスポーティークーペ。劇中、独特のおしゃれを楽しむ彼女の個性を際立たせた。ブレーンの愛車は独BMWの318i。